# Rodism

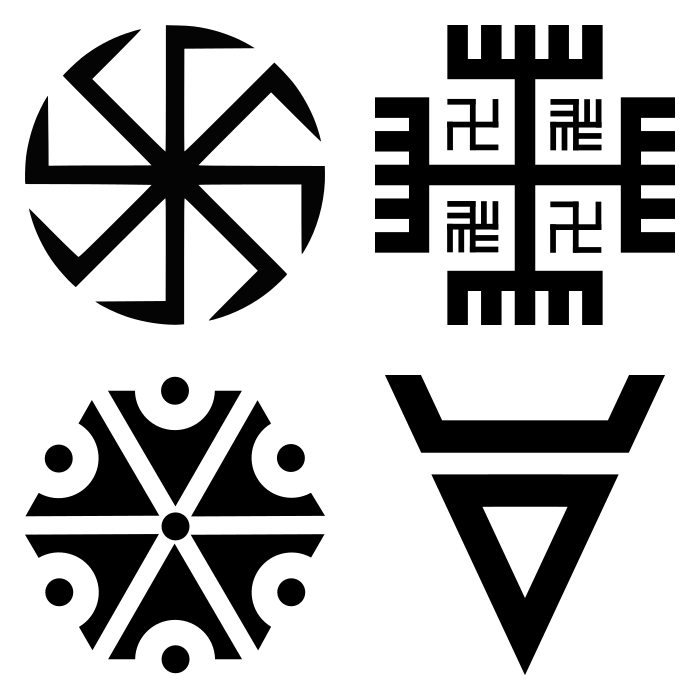
Symboler för slavisk ny hedendom.

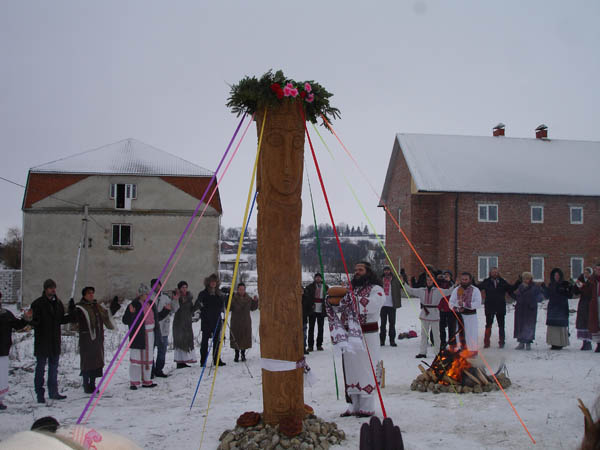
Ukrainska rodister tillber en gudinna vid Vodokres fest.

Rodism (ryska: родянство), eller rodnoveri (engelska: Rodnovery, ryska: родноверие / rodnoverie) är en nyhednisk religion som bygger på slavisk kultur, mytologi och religiösa övertygelser.